# 李蕤
李蕤（464年—505年12月20日），字延賔，陇西郡狄道县（今甘肃省定西市临洮县）人，出自陇西李氏姑臧房，龙骧将军、荥阳郡太守、姑臧穆侯李承的幼子，北魏官员。

## 生平
李蕤与三位兄长都为魏孝文帝元宏赐名，在行冠礼后，担任侍御中散、符玺郎中，又转任监御令，出任步兵校尉，又外任东郡太守，升任大司农少卿。正始二年太岁在乙酉十一月戊辰朔九日丙子（505年12月20日），李蕤在洛阳城东居所里去世，虚岁四十二，朝廷赠予假节、龙骧将军，豫州刺史，谥号简，正始二年十二月廿四日庚申（506年2月2日）葬于覆舟山的北原，祔葬于叔父李冲坟墓附近，其墓志首题《魏故假节龙骧将军豫州刺史李简子墓志铭》，拓片藏于北京图书馆。

## 家族

### 祖父母
- 李宝，北魏仪同三司、敦煌宣公
- 金城杨氏，前军参军杨袆之女[5][6]

### 父母
- 李承，北魏雍州刺史、姑臧穆侯
- 太原王氏，北魏荆州刺史、长社穆侯王慧龙之女[5]

### 兄弟姐妹
- 李韶，北魏散骑常侍、定州刺史、骠骑大将军、安城文恭伯
- 李彦，北魏抚军将军、秦州刺史
- 李虔，北魏散骑常侍、骠骑大将军、开府仪同三司、高平宣景男
- 李晖仪，嫁北魏东平原郡太守郑平城

### 夫人
- 王恩荣，出自中山王氏，北魏太宰、中山宣王王洛成之女，封晋阳县君[5]

### 子女
- 李该，长子，北魏散骑常侍、安东将军、广州刺史
- 李义慎，第二子，北魏司空属
- 李义真，第三子，北魏通直散骑常侍
- 李义远，第四子，北魏国子博士
- 李义邕，第七子，北魏中书侍郎、太常少卿